# Sportreifen
Als Sportreifen oder Semi-Slicks werden straßenzugelassene Auto- und Motorradreifen bezeichnet, die aber vor allem für den Einsatz auf Rennstrecken oder Slalom-Kursen konstruiert wurden.

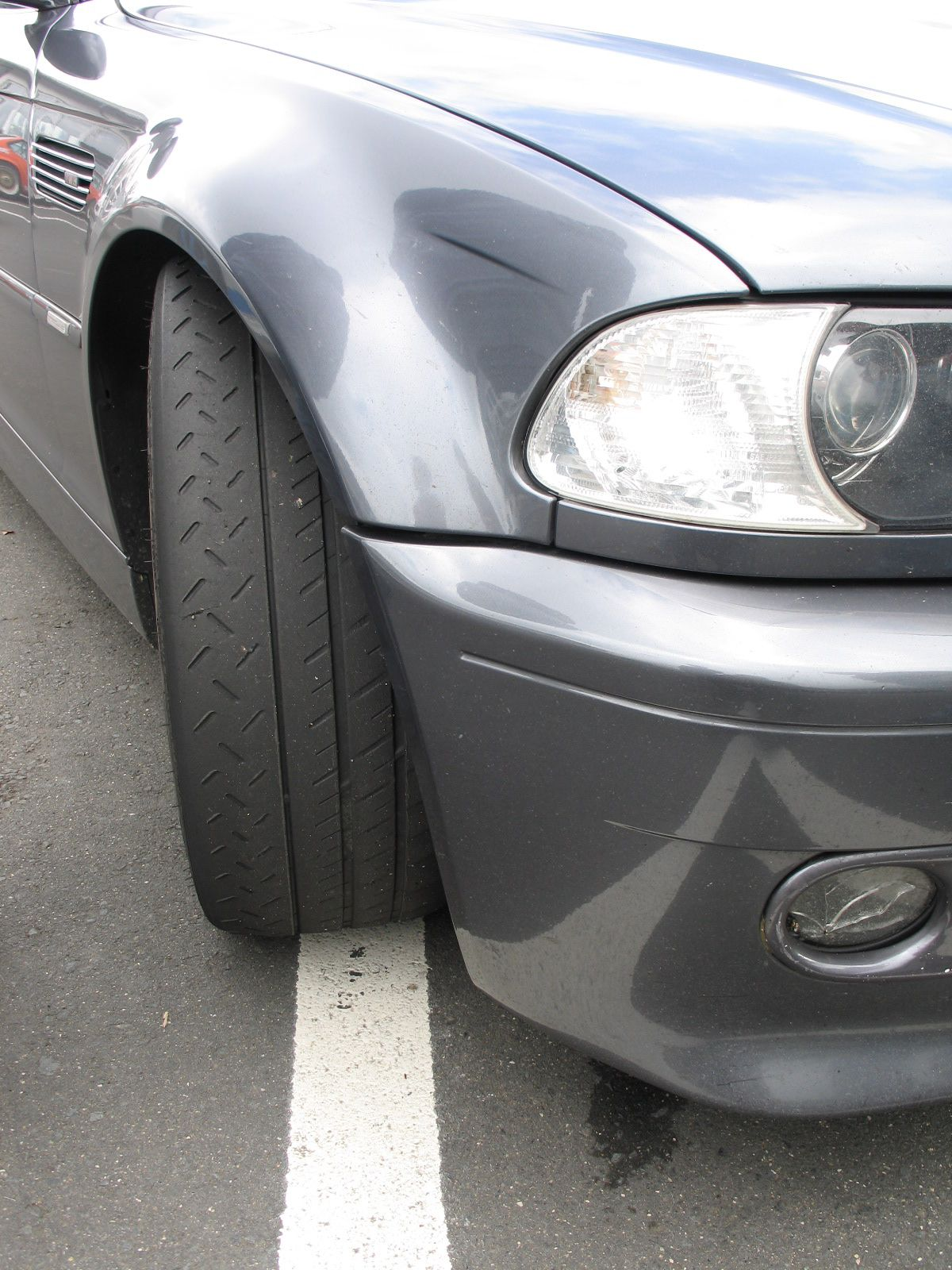
Sportreifen Pilot Sport Cup von Michelin am BMW M3 (E46)

## Merkmale
Sportreifen sind als Kompromiss zwischen normalen Reifen und nicht straßenzugelassenen Rennreifen zu verstehen. Sie nutzen den auf öffentlichen Straßen in Deutschland vorgeschriebenen Mindest-Negativprofil-Anteil von 17 % aus und haben deshalb in der Regel eine größere Aufstandsfläche als herkömmliche Reifen der gleichen Dimension mit mehr Negativprofil. Häufig ist auch die Profiltiefe von Sportreifen geringer, um die Walkarbeit der Gummiblöcke zwischen den Profillinien zu verringern. Außerdem wird eine weichere Gummimischung verwendet, die die Traktion beim Beschleunigen und Bremsen und die Haftreibung bei Kurvenfahrt erhöht. Sportreifen werden mit geringerem Kaltluftdruck gefahren (in der Regel unter 2,0 bar), werden aber durch die Erhitzung bei starker Belastung um etwa 0,5 bis 0,7 bar „aufgepumpt“. Nicht verwechselt werden sollten echte Sportreifen mit sportlichen Straßenreifen, die von einigen Herstellern ebenfalls als „Sportreifen“ bezeichnet werden. Tatsächlich ist das hauptsächliche Einsatzgebiet dieser Reifen aber der öffentliche Straßenverkehr und nicht die Rennstrecke; somit ist die Bezeichnung „Sportreifen“ häufig als Marketing-Einordnung zu verstehen.

## Stärken
Vor allem auf trockener oder leicht feuchter Fahrbahn können mit Sportreifen Rundenzeiten erzielt werden, die in etwa zwischen denen von Slicks und herkömmlichen Reifen liegen. Beispielsweise wurden bei einem Test der Zeitschrift sport auto mit einem serienmäßigen Sportwagen und Sportreifen verschiedener Fabrikate auf der alten Kursanbindung (ohne neue Schikane am Ende der Querspange) des Hockenheimrings Zeiten im Bereich von 1:16 Minuten erzielt. Mit Slicks waren es rund 1:14, mit den serienmäßigen Reifen etwa 1:18. Durch die geringere Walkarbeit und den größeren Positiv-Profil-Anteil können Sportreifen längere Zeit hohe Beanspruchung vertragen, ohne in der Leistung so schnell und stark abzubauen wie Serienreifen. Damit sind sie erste Wahl für Hobby-Motorsportler, die mit ihrem Fahrzeug nicht nur auf Rennstrecken fahren, sondern auch die Hin- und Rückfahrt ohne zusätzliche Transportmöglichkeit erledigen wollen. In einigen Rennserien ist der Einsatz von Sportreifen vorgeschrieben, so etwa bei der Caterham-Challenge.

## Schwächen

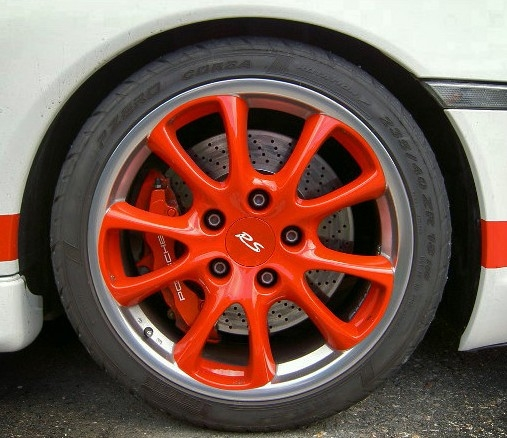
Sportreifen P Zero Corsa von Pirelli am Porsche 996 GT3 RS

Sportreifen sind auf sehr feuchten und nassen Strecken herkömmlichen Serienreifen unterlegen, auch wenn neuere Entwicklungen diesen Nachteil etwas verkleinert haben. Der kleinere Negativ-Profil-Anteil und die geringere Profiltiefe verringern die Fähigkeit zur Wasserverdrängung und -ableitung; Aquaplaning tritt somit bei niedrigerer Geschwindigkeit auf. Außerdem ist generell (auch bei trockener Fahrbahn) der Grenzbereich schmaler; der Haftungsabriss geschieht relativ schnell und ist damit für den ungeübten Fahrer kaum kontrollierbar. Auf trockener Fahrbahn wird die optimale Haftung erst bei einer bestimmten Betriebstemperatur erreicht (je nach Fabrikat 60 bis 90 °C) und die maximale Traktion oder Seitenführungskraft erst bei mehr oder weniger großem Schlupf.  Diese Eigenschaften machen den Einsatz von Sportreifen auf öffentlichen Straßen und den in Deutschland herrschenden, wechselnden Wetterbedingungen zum unfallträchtigen Risiko. Deshalb wurden und werden nur wenige Pkw-Modelle werksseitig mit solchen Reifen ausgeliefert, zum Beispiel der BMW M3 CSL auf Michelin Pilot Sport Cup, der Porsche 911 GT3 RS ab Baureihe 996, der Ferrari 360 CS (beide auf Pirelli P Zero Corsa) oder der Porsche 911 GT3 der Baureihe 997. Außerdem werden Sportreifen häufig nicht über den herkömmlichen Vertriebsweg, sondern von den Sportabteilungen der Reifenhersteller und teilweise nur an Inhaber von Rennlizenzen verkauft. Die optimale Funktion der Reifen ist stark vom korrekten Luftdruck und der Temperaturverteilung auf der Lauffläche abhängig; somit muss der Fahrer penibel auf die Einhaltung der Hersteller-Empfehlungen achten und gegebenenfalls sogar die Einstellungen seines Fahrwerks anpassen (mehr negativer Sturz, härtere Querstabilisatoren). Durch die höhere Haftfähigkeit bei trockener Fahrbahn werden das Fahrwerk und die Bremsen stärker belastet, damit werden die Seitenneigung (bei Autos), das „Bremstauchen“ und der Verschleiß (insbesondere von Radlagern, Aufhängungsteilen und Bremsen) erhöht. Ebenfalls erhöht wird durch die bessere Traktion der Verschleiß von Kupplungs- und Getriebeteilen. Durch die höheren erreichbaren Kurvengeschwindigkeiten kann es bei einigen Fahrzeugen passieren, dass das Motoröl in der Ölwanne aufgrund der Fliehkraft so stark zur Seite gedrückt wird, dass die Ölpumpe kurzzeitig Luft ansaugt und die Schmierung des Motors nicht mehr sichergestellt ist.

## Trend
Trotz der konzeptbedingten Nachteile gehen Anfang des neuen Jahrtausends immer mehr Pkw-Hersteller dazu über, ihre sportlichen Spitzenmodelle serienmäßig oder auf Wunsch ab Werk mit Sportreifen auszurüsten. Die Anlässe sind offenbar das seit den 1990er Jahren zunehmende Interesse von Hobby-Sportfahrern an Rennstrecken-Trainings (in Deutschland etwa zeitgleich mit dem Motorsport-Boom durch die Erfolge von Michael Schumacher) und die „Supertests“ der Zeitschrift sport auto; unter anderem mit den Rundenzeiten der Testwagen auf dem alten, kleinen Kurs des Hockenheimrings und auf der Nordschleife des Nürburgrings. Da diese Zeiten und die Ergebnisse andere Fahrdynamik-Tests durch den Einsatz von Sportreifen deutlich verbessert werden, werden von den Herstellern zunehmend Testfahrzeuge mit dieser Ausrüstung zur Verfügung gestellt, um die Ergebnisse der mit herkömmlichen Reifen ausgerüsteten Wettbewerber zu übertreffen. Deshalb hat sport auto den Supertest um einen zusätzlichen Handling-Test auf nasser Fahrbahn erweitert, um die Verwendbarkeit der Testwagen-Reifen bei diesen Bedingungen zu klären. Dabei ergab sich ab 2006, dass neuere Sportreifen-Typen offenbar mehr in Richtung Alltagsverwendung entwickelt wurden und der Leistungsabfall auf nasser Strecke gegenüber herkömmlichen, sportlichen Reifen immer kleiner wird.